# هزوال
هزوال (به انگلیسی: Heswall) یک شهرک در بریتانیا است که در ویرال واقع شده‌است. هزوال ۱۳٬۴۰۱ نفر جمعیت دارد.